# Bundeshymne
Land der Berge, Land am Strome (En español: tierra de montañas, tierra sobre el río), o, simplemente, Bundeshymne (Himno federal), es el himno nacional de Austria. Fue escrito por Paula von Preradovic, adaptando la melodía de la "Laßt uns mit geschlung'nen Händen" (Pequeña cantata masónica) compuesta probablemente por el músico Paul Wranitzky, contemporáneo de Wolfgang Amadeus Mozart al cual algunos atribuyen la autoría de la música. Fue declarado oficial en 1946.